# Macellomenia aciculata
Macellomenia aciculata is een Solenogastressoort uit de familie van de Macellomeniidae. De wetenschappelijke naam van de soort is voor het eerst geldig gepubliceerd in 1999 door Scheltema.